# خط تسونگ کوان او
خط تسونگ کوان او (انگلیسی: Tseung Kwan O line) یکی از خطوط مترو ام‌تی‌آر در هنگ کنگ است.
این خط که در سال ۲۰۰۲ تأسیس شده دارای ۸ ایستگاه و ۱۲٫۳ کیلومتر طول است.

## نگارخانه

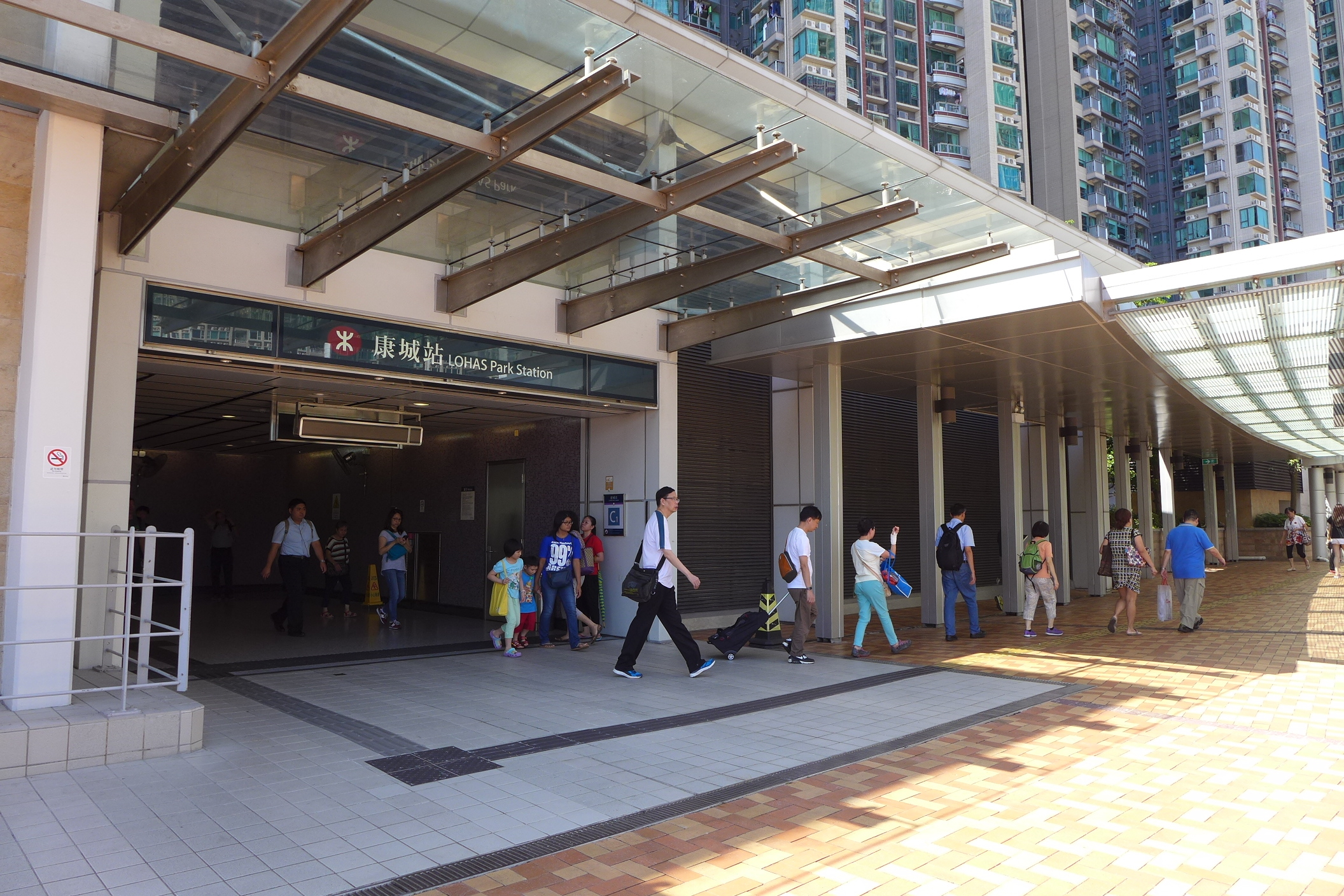
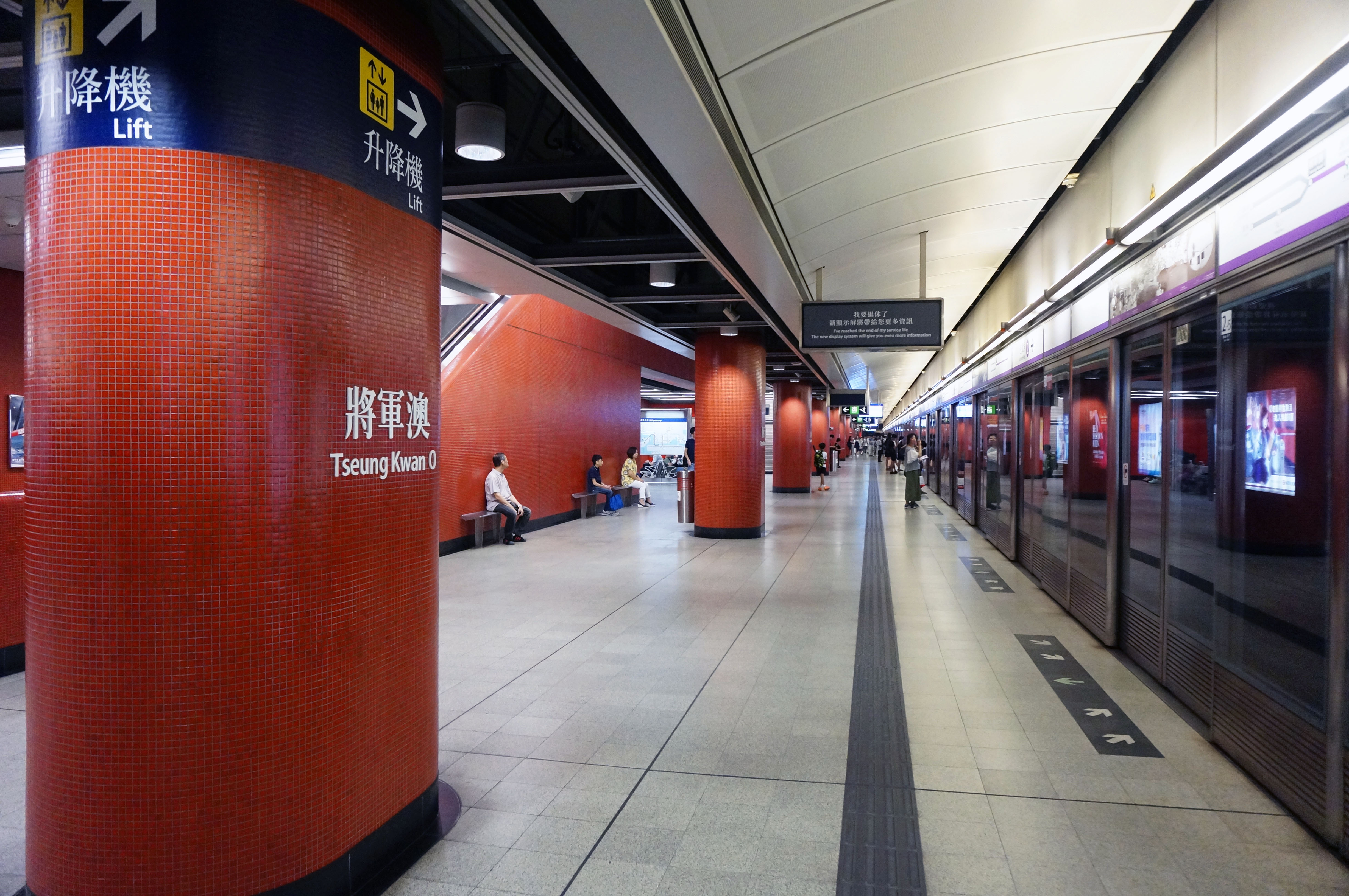
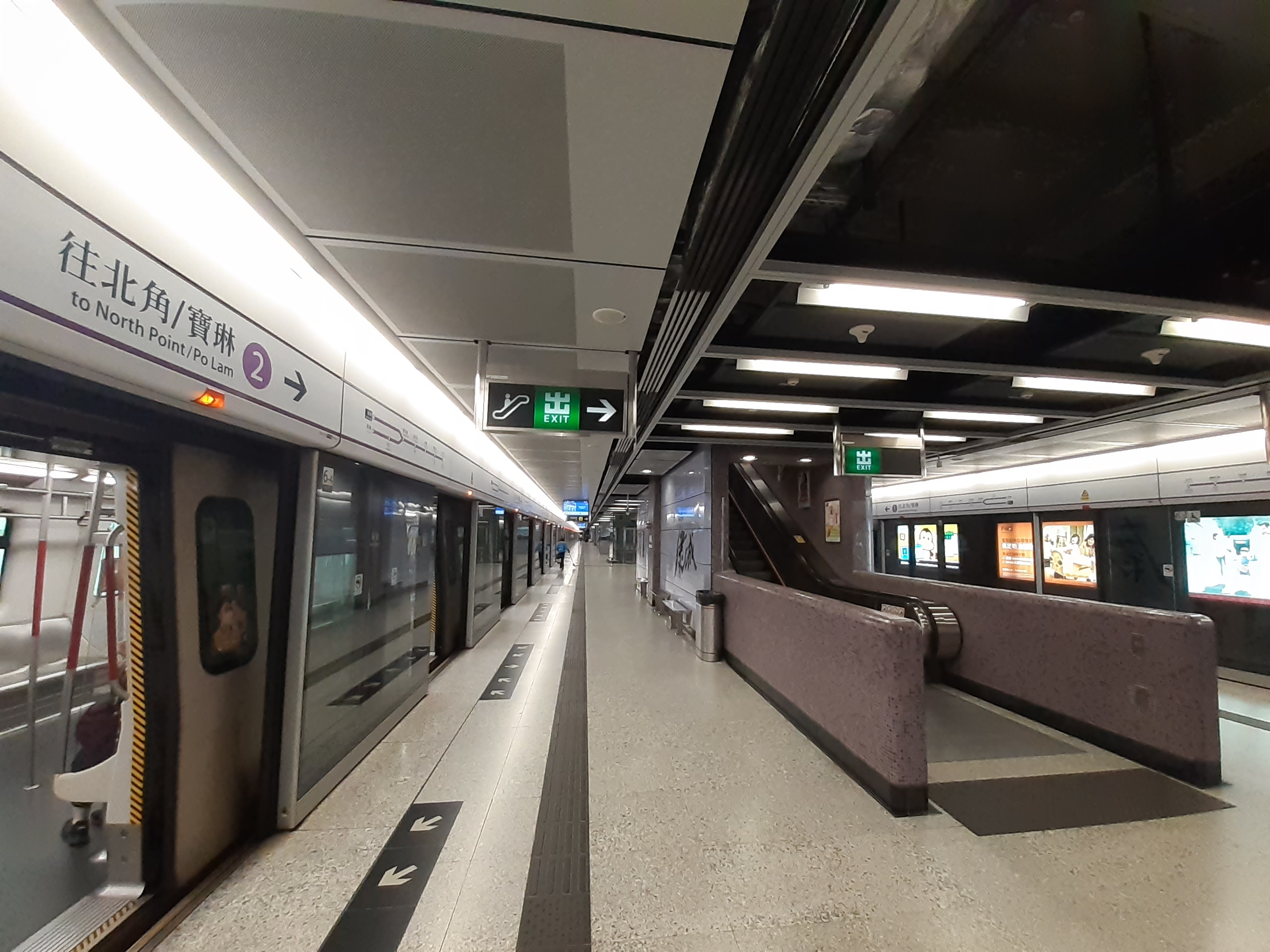
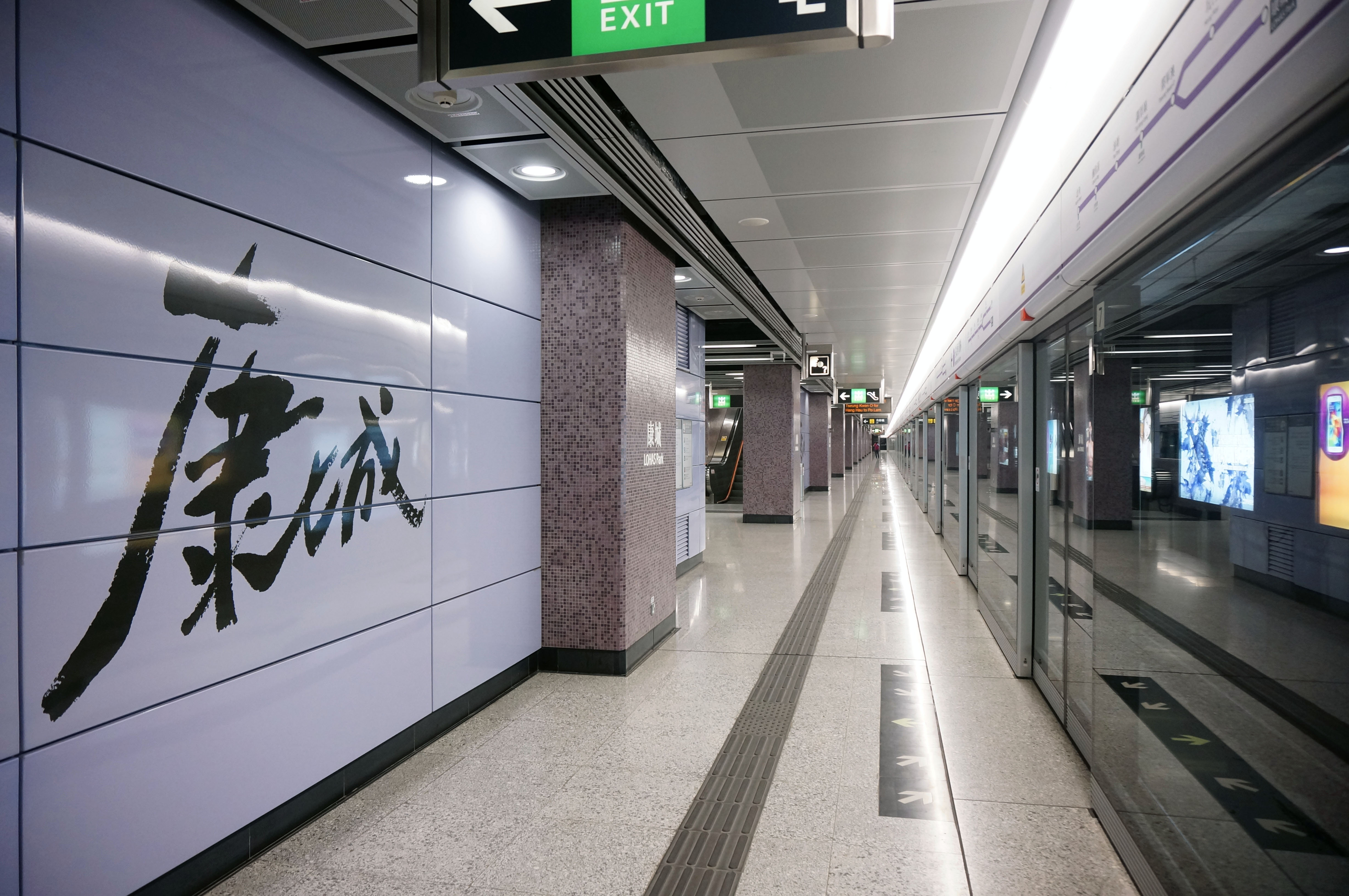